# Hanasjön, Skåne
Hanasjön är en sjö i Örkelljunga kommun i Skåne och ingår i Stensåns huvudavrinningsområde.